# Punkt końcowy badania klinicznego
Punkt końcowy badania klinicznego (ang. clinical endpoint) – oceniana w badaniu klinicznym mierzalna zmiana stanu zdrowia będąca następstwem interwencji leczniczej, profilaktycznej lub ekspozycji na dany czynnik narażenia.

## Istotne i zastępcze punkty końcowe
Istotnymi punktami końcowymi są nazywane zdarzenia czy następstwa, które mają istotne znaczenie dla chorego. Przykładami takich klinicznie istotnych punktów końcowych może być przeżycie, zachorowanie na daną chorobę czy występowanie danego objawu klinicznego.
Zastępczym punktem końcowym są nazywane zdarzenia, które mogą być miarą oddziaływania danej metody leczniczej czy profilaktycznej i korelować z istotnymi punktami końcowymi, jednak nie ma pewności takiej korelacji. Zastępcze punkty końcowe mogą mierzyć parametry korelujące z postępem lub zasięgiem choroby. Głównym celem zastosowania zastępczych punktów końcowych jest uzyskanie wniosku bez obserwacji istotnych punktów końcowych, które często wymagają wieloletniej obserwacji, dużej grupy chorych i zwykle są kosztowne. Przykładem zastępczego punktu końcowego w pracy oceniającej skuteczność profilaktyki osteoporozy będzie pomiar gęstości mineralnej kości (BMD) zamiast ryzyka złamania, którego obserwacja wymaga wieloletniego badania. 